# Schrei
Schrei és el primer àlbum del grup alemany de música Tokio Hotel. El 2006 van fer una versió regravada i expandida anomenada Schrei—so laut du kannst.
| #   | Títol                            | Duració |
| --- | -------------------------------- | ------- |
| 1.  | "Schrei"                         | 3:16    |
| 2.  | "Durch den Monsun"               | 3:56    |
| 3.  | "Leb' die Sekunde"               | 3:45    |
| 4.  | "Rette mich"                     | 3:42    |
| 5.  | "Freunde bleiben"                | 3:42    |
| 6.  | "Ich bin nich' ich"              | 3:47    |
| 7.  | "Wenn nichts mehr geht"          | 3:52    |
| 8.  | "Laß uns hier raus"              | 3:05    |
| 9.  | "Gegen meinen Willen"            | 3:35    |
| 10. | "Jung und nicht mehr jugendfrei" | 3:21    |
| 11. | "Der letzte Tag"                 | 3:50    |
| 12. | "Unendlichkeit"                  | 2:27    |

S'han venut més de 500.000 còpies al món d'aquest disc. S'han venut unes 100.000 còpies d'"Schrei: So laut du kannst".